# Dafni (Attyka)
Dafni (gr. Δάφνη) – miasto w Grecji, w administracji zdecentralizowanej Attyka, w regionie Attyka, w jednostce regionalnej Ateny-Sektor Centralny. Siedziba gminy Dafni-Imitos. W 2011 roku liczyło 22 913 mieszkańców. Położone w granicach Wielkich Aten.